# Ludwig Koenen
Ludwig Koenen, né le 5 avril 1931 à Cologne et mort le 9 mai 2023, est un philologue classique et helléniste allemand, spécialiste de papyrologie.

## Biographie
Ludwig Koenen étudie les lettres classiques à l'université de Cologne, où il est disciple de Reinhold Merkelbach[réf. nécessaire] qui l'initie à la papyrologie et lui fait découvrir la collection de papyrus de l'université. Après l'obtention de son doctorat en 1957, il travaille à la conservation des papyrus de Cologne. Il se spécialise et enseigne en même temps en papyrologie, études épigraphiques et paléographie.
Après un séjour de recherches à Oxford et à Londres, Koenen passe son habilitation en 1969 à l'université de Cologne. Il est nommé conseiller scientifique et professeur en 1971. En 1975, il devient professeur associé à l'université du Michigan où il enseigne jusqu'en 2001. Il obtient son Emeritus Fellowship en 2007 de la part de la Andrew W. Mellon Foundation.
Il acquiert une réputation internationale dans le domaine de la papyrologie. C'est lui qui par exemple découvre en 1976 le troisième fragment des Helléniques d'Oxyrhynque, dit « papyrus du Caire » datant du Ier siècle Ses publications sur le Codex Mani de Cologne ont permis de donner une nouvelle orientation et un nouvel élan à la compréhension et à l'histoire du manichéisme remis dans son contexte judéo-chrétien. Il s'est intéressé aussi aux liens culturels entre Grecs et Égyptiens de la période ptolémaïque ou romaine de l'Égypte. Le professeur Koenen a par ailleurs organisé et animé une équipe de chercheurs afin de déchiffrer et de conserver des papyrus trouvés dans une église byzantine de Pétra en Jordanie.
D'après une notice biographique de l'université du Michigan, Il est membre de la Société américaine de philosophie à partir de 1991, ainsi que de l'Académie américaine des arts et des sciences à partir de 1993. Il préside l'American Philological Association en 1993-1994. Il devient en 1985 membre de l'Institut archéologique allemand et en 1998, membre-correspondant de l'Académie des sciences et des arts de Rhénanie du Nord-Westphalie.
Koenen a publié nombre de fonds de papyrus de la collection de Cologne et de celle de l'université du Michigan. Il publie aussi depuis 1967 (en tant que coéditeur) dans le Zeitschrift für Papyrologie und Epigraphik.
Son fils Klaus Koenen est spécialiste de l'Ancien Testament.